# Maria Teresa Agnesi Pinottini
Maria Teresa Agnesi Pinottini (Milano, 17 ottobre 1720 – Milano, 19 gennaio 1795) è stata una compositrice e clavicembalista italiana, sorella della matematica Maria Gaetana Agnesi.
Fu una celebre clavicembalista e autrice di musiche teatrali, orchestrali e da camera.

## Biografia
Maria Teresa nacque a Milano il 17 ottobre 1720, terzogenita di Pietro Agnesi Mariani e Anna Fortunata Brivio; fu battezzata con i nomi di Teresa Maria Gaetana.
Come la sorella maggiore Maria Gaetana (famosa scienziata e filantropa) poté avvalersi di una educazione eccezionalmente ampia ed approfondita; ambedue brillarono nelle accademie organizzate nella casa paterna, che suscitavano l'ammirazione di illustri viaggiatori ed intellettuali.
Maria Teresa mostrò una particolare propensione alla poesia e alla musica, e si affermò fin da giovanissima come clavicembalista e compositrice. Nel 1735 aveva già composto vari brani strumentali e lavorava ad un oratorio.
Agli anni fra il 1747 e il 1752 risalgono la cantata Il ristoro d'Arcadia, dedicata al ministro austriaco delegato per la Lombardia Gian Luca Pallavicini (la musica è andata perduta); le opere Sofonisba - offerta all'imperatore Francesco I per celebrare l'onomastico dell'augusta consorte Maria Teresa d'Austria - e Ciro in Armenia, dedicata a Federico Augusto di Sassonia, re di Polonia.  Alla corte di Dresda la musicista offrì anche una serie di Arie da camera, dedicandole alla principessa Maria Antonia Walpurgis.
Nel 1752 Maria Teresa aveva composto un altro melodramma, Nitocri, che stava provando nella casa milanese di Contrada di Paltano.
Nello stesso anno, dopo l'improvvisa morte del padre (che nel 1740 era divenuto feudatario di Montevecchia) la compositrice sposò Pietro Antonio Pinottini (1723-1792).
Il 1753 vide il riconoscimento ufficiale della musicista nel giudizio di Giammaria Mazzuchelli..  Nel 1755/56 la Agnesi scrisse il Re Pastore adattando il famoso libretto di Metastasio. Negli anni successivi, alla ricca produzione musicale corrispose l'alta considerazione da parte del mondo intellettuale. Nel 1756 Pietro Domenico Soresi, come lei appartenente alla milanese Accademia dei Trasformati, le dedicò cinque Cantate per musica in versi “da rappresentarsi nel Regio Ducal Palazzo”.
Il 9 maggio 1766, nell'ambito delle cerimonie milanesi per il fidanzamento di Maria Ricciarda Beatrice d'Este con Ferdinando d'Austria fu rappresentato il “componimento drammatico ” Insubria consolata composto per l'occasione da Maria Teresa; due anni dopo la sua serenata Ulisse in Campania, scritta per il matrimonio di Ferdinando IV di Borbone con Maria Carolina d'Asburgo, fu messa in scena a Napoli. Nello stesso anno un suo breve Minuetto per cembalo in Fa maggiore conobbe l'onore della stampa, inserito nella raccolta Hamburger Unterhaltungen (vol. 2, novembre).
Presenza costante alla corte del plenipotenziario conte Firmian, Teresa Agnesi partecipò come invitata alla serata del 7 febbraio 1770 in onore del quattordicenne Wolfgang Amadeus Mozart insieme ad altri protagonisti della Milano teatrale e musicale.
La compositrice visse gli ultimi anni in sempre più gravi ristrettezze economiche; vedova dal 1792, morì il 19 gennaio 1795; i suoi funerali vennero celebrati nella parrocchia di San Babila a Milano.
Maria Teresa Agnesi è dilettante per ruolo sociale, ma padroneggia con maestria professionale le forme e i procedimenti della composizione; dispone di un lessico tecnico completo, dal quale trae di volta in volta gli elementi più adatti allo stile prescelto. Oltre alle citate opere teatrali e da camera, ha lasciato un cospicuo corpus di composizioni destinate alla tastiera, compresi alcuni concerti con accompagnamento di archi.
La scrittura solistica per tastiera è di notevole livello virtuosistico e rivela evidenti influenze di Domenico Scarlatti  e soprattutto di Jean-Philippe Rameau. Nel genere del concerto per clavicembalo, all'epoca poco diffuso in Italia, la compositrice si dimostra vicina alla sensibilità di Baldassarre Galuppi o di Tommaso Giordani. Il suo stile nella musica vocale si distingue per l'intensità espressiva e drammatica, la definizione dei caratteri e degli affetti trova corrispondenza sia nei libretti che Teresa scriveva da sé sia nella musica attraverso il sapiente uso dell'armonia, tanto apprezzato dal teorico Giordano Riccati.

## Composizioni

### Opere liriche
- II restauro di Arcadia (cantata pastorale, libretto di G. Riviera, Milano, Teatro Regio Ducale, 1747) (perduto)
- La Sofonisba (dramma eroico in tre atti, libretto di G. F. Zanetti, Vienna 1747 o 1748)
- Ciro in Armenia (dramma serio in tre atti, libretto forse della stessa Agnesi, Milano, Teatro Regio Ducale, 26 dicembre 1753)
- Il re pastore (dramma serio in tre atti, libretto di Pietro Metastasio, forse del 1755)
- L'Insubria consolata (componimento drammatico in due atti, Milano, 1766)
- Nitocri (dramma serio in tre atti, libretto di Apostolo Zeno)
- Ulisse in Campania (serenata in due atti)

### Altri lavori
Composizioni per tastiera, orchestra da camera, voce:
- 12 arie per soprano, due violini, viola e basso continuo
- Aria en Murki: Still, stille Mann!, per due voci e tastiera
- 4 concerti per clavicembalo e due violini, citati nel catalogo Breitkopf del 1766
- Sonata in sol maggiore, citata nel catalogo Breitkopf del 1767 (ritrovata nel 1998)
- Sonata in fa maggiore per tastiera (ritrovata nel 1992)
- Allegro o Presto per tastiera
- Allemande militare & Menuetto grazioso per tastiera, ed. F. Brodszky, Thesaurus Musicus, XVII (ritrovata nel 1962)

### Spartiti opere
- Ulisse in Campania
- L'insubria consolata

## Discografia
- Maria Teresa Agnesi, Concerto per il cembalo col violino primo, violino secondo et Basso  [Allegro, Andante, Tempo di Minuetto]; da Ciro in Armenia, atto III, scena VII: Se per sì dolce amore [Recitativo e aria di Palmide]. Barbara Petrucci, clavicembalo; Elisa Franzetti, soprano. Il Quartettone – Orchestra Classica, concertatore Carlo De Martini in Note femminili. Compositrici lombarde dal XVII al XIX secolo, Provincia di Milano, Stradivarius – Italia, STR 33584 (2002)